# Petteri Forsell
Petteri Forsell (Kokkola, 16 ottobre 1990) è un calciatore finlandese, centrocampista del KTP.

## Carriera
Dopo i primi anni nel campionato finlandese con le maglie di KPV, VPS e IFK Mariehamn, viene acquistato dai turchi del Bursaspor, con cui farà 2 presenze prima di tornare al Mariehamn in prestito.